# Diocesi di Gadara

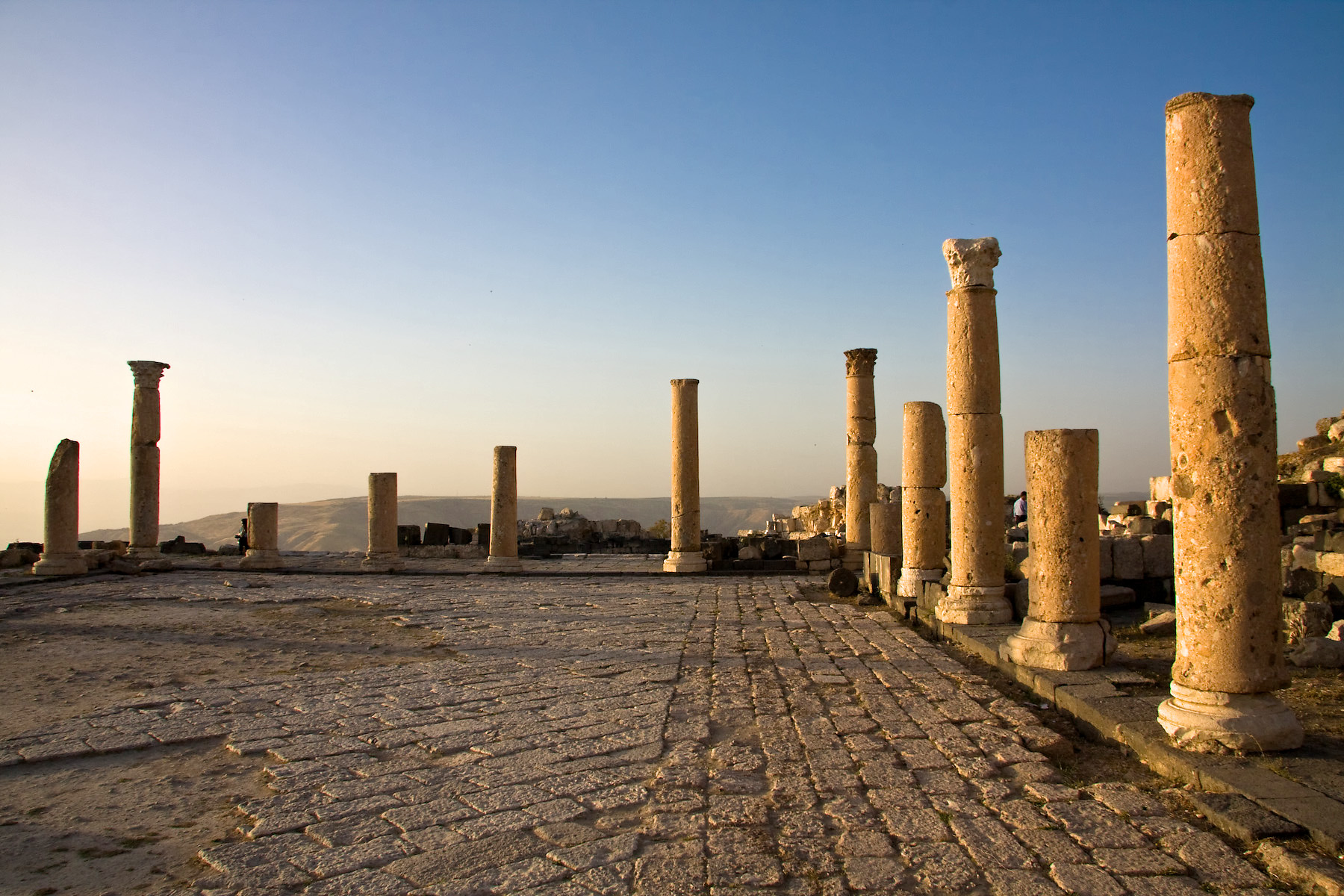
Resti di una chiesa bizantina a Umm Qais - Gadara.

La diocesi di Gadara (in latino Dioecesis Gadarensis) è una sede soppressa del patriarcato di Gerusalemme e una sede titolare della Chiesa cattolica.

## Storia
Gadara, identificabile con Mukès (Umm Qais) nel nord-ovest dell'odierna Giordania, è un'antica sede vescovile della provincia romana della Palestina Seconda nella diocesi civile d'Oriente. Faceva parte del patriarcato di Gerusalemme ed era suffraganea dell'arcidiocesi di Scitopoli.
Le fonti documentarie attestano l'esistenza di diversi vescovi di questa antica diocesi bizantina. Tuttavia, l'esistenza in Palestina di due sedi omonime, Gadara nella Decapoli e Gadara nella Perea, pone dei problemi di attribuzione. Sono qui elencati tutti i vescovi che le fonti menzionano come vescovi di Gadara, senza distinzione tra le diverse sedi.
Il primo vescovo noto è Sabino, che prese parte al concilio di Nicea del 325. A questa diocesi viene assegnato anche Eusebio, che fu l'unico vescovo della Palestina a partecipare al concilio di Antiochia del 341; studi recenti tuttavia ritengono che si tratti di Eusebio di Cesarea e non di Gadara.
Teodoro fu tra i padri del concilio di Efeso del 431, ma poiché era analfabeta, affidò all'arcidiacono Eterio il compito di sottoscriverne gli atti. Giovanni fu presente al concilio di Calcedonia del 451. Al concilio di Gerusalemme del 536, convocato dal patriarca Pietro contro Antimo di Costantinopoli e che vide riuniti assieme i vescovi delle Tre Palestine, presero parte due vescovi di Gadara, Arassio e Teodoro; è la prova che in Palestina esistevano due sedi omonime, una nella Palestina Prima e l'altra nella Palestina Seconda.
A Gadara, l'archimandrita san Saba fondò, alla fine del V secolo, una lavra.
Dal XVIII secolo Gadara è annoverata tra le sedi vescovili titolari della Chiesa cattolica; la sede è vacante dal 31 ottobre 1973.

## Cronotassi

### Vescovi greci
- Sabino † (menzionato nel 325)
- Eusebio ? † (menzionato nel 341)
- Teodoro † (menzionato nel 431)
- Giovanni † (menzionato nel 451)
- Teodoro o Arassio † (menzionati nel 536)

### Vescovi titolari
- Domingo Pérez Rivera † (6 marzo 1741 - 12 novembre 1771 deceduto)
- Jan Benisławski † (1783 - 25 marzo 1812 deceduto)
- Anton Gottfried Claessen † (25 luglio 1844 - 29 settembre 1847 deceduto)
- Joseph-Hyacinthe Sohier, M.E.P. † (27 agosto 1850 - 3 settembre 1876 deceduto)
- Edward MacCabe † (26 giugno 1877 - 4 aprile 1879 nominato arcivescovo di Dublino)
- Giuseppe Macchi † (27 febbraio 1880 - 9 aprile 1889 nominato arcivescovo titolare di Amasea)
- Giuseppe Schirò † (30 luglio 1889 - 29 novembre 1895 nominato arcivescovo titolare di Neocesarea del Ponto)
- Nicolae Iosif Camilli, O.F.M.Conv. † (25 febbraio 1896 - 27 marzo 1901 nominato arcivescovo titolare di Tomi)
- Václav Frind † (27 luglio 1901 - 2 agosto 1932 deceduto)
- Martial-Pierre-Marie Jannin, M.E.P. † (10 gennaio 1933 - 16 luglio 1940 deceduto)
- Jean Cassaigne, M.E.P. † (20 febbraio 1941 - 31 ottobre 1973 deceduto)